# غويلرمو غارسيا (لاعب كرة قاعدة)
غويلرمو غارسيا (بالإنجليزية: Guillermo Garcia)‏ هو لاعب كرة قاعدة دومينيكاوي، ولد في 4 أغسطس 1964 في سانتياغو في تشيلي.

## وصلات خارجية
- غويلرمو غارسيا على موقعبيزبول رفرنس.كوم (الدوري الرئيسي) (الإنجليزية)
- غويلرمو غارسيا على موقعبيزبول رفرنس.كوم (الدوري الثانوي) (الإنجليزية)